# Servantes du Sacré Cœur de Jésus de Vic
Les Servantes du Sacré Cœur de Jésus de Vic (en latin : Congregatio Sororum servarum S. Cordis Iesu) est une congrégation religieuse féminine sociale de droit pontifical.

## Histoire
La congrégation est fondée par le prêtre espagnol Jean Collell Cuatrecasas le 8 septembre 1891 à Vic avec l'aide des jeunes Pia Criach Genestos et Carmen Soler Paracolls pour assister et éduquer les jeunes ouvrières. En 1895, l'évêque souhaite fusionner sa communauté avec les sœurs trinitaires de Madrid étant donné la similitude de leur but mais les tentatives d'union restent infructueuses. Le fondateur décide donc de préparer des constitutions, qui soulignent la particularité de l'engagement des religieuses auprès des jeunes ouvrières.
Les premières religieuses prononcent leurs vœux religieux en décembre 1897. Pia Criach est choisie comme première supérieure de l'institut ; pendant son gouvernement, plus de dix communautés sont fondées en Espagne. L'institut obtient l'approbation diocésaine le 19 juillet 1926, puis reçoit le décret de louange par Pie XII le 8 juin 1957.

## Activités et diffusion
Les Servantes du Sacré-Cœur de Jésus se consacrent à l'aide aux ouvrières qu'elles peuvent accueillir dans des foyers et s'occuper de leurs enfants dans des écoles et des jardins d'enfants.
Elles sont présentes en:
- Europe : Espagne.
- Amérique : Argentine, Brésil, Mexique, Paraguay, Uruguay.
- Afrique : Mozambique.

La maison-mère est à Vic.
En 2017, la congrégation comptait 90 sœurs dans 18 maisons.